# La Dépêche disparue (film, 1972)
Pour plus de détails, voir Fiche technique et Distribution.
La Dépêche disparue (Пропала грамота, Propala hramota) est un film soviétique réalisé par Boris Ivtchenko, sorti en 1972. 

## Fiche technique
- Titre original : Пропала грамота
- Titre français : La Dépêche disparue[1]
- Réalisation : Boris Ivtchenko
- Scénario : Ivan Dratch
- Photographie : Vitali Zymovets
- Musique folklorique ukrainienne arrangée par Ivan Mykolaïtchouk
- Pays d'origine : URSS
- Format : Couleurs - 35 mm - Mono
- Genre : drame
- Durée : 79 minutes
- Date de sortie : 1972

## Distribution
- Ivan Mykolaïtchouk : Vassyl
- Lidia Vakoula : Catherine II
- Fedir Stryhoun : Andriy
- Zemfira Tsakhilova : Odarka
- Mykhaïlo Holoubovytch : Ivan
- Volodymyr Hloukhy : Kouts
- Lydia Belozerova :  La femme de Vasyl, la sorcière, l'impératrice.